# 255 a.C.
Il 255 a.C. (CCLV a.C. in numeri romani) è un anno  del III secolo a.C.

## Eventi
- Prima guerra punica: Battaglia di Tunisi, i Cartaginesi comandati da Santippo, un mercenario greco sconfiggono i Romani guidati da Marco Atilio Regolo, che viene catturato.
- Diodoto si ribella ad Antioco II Teo, alla testa dell'Impero Seleucide e costituisce il regno di Battriana. (anno incerto)
- Re Hui dello Zhou Orientale diventa l'ultimo pretendente al titolo reale della Dinastia Zhou della Cina.
- Zhao Xiang Wang diventa il primo re della cinese Dinastia Qin.
- Eratostene inventa la sfera armillare.

## Nati
- Xu Fu, esploratore e navigatore cinese

## Morti
- Menippo di Gadara, filosofo e scrittore greco antico (n. 310 a.C.)